# リクサ・シロンスカ
リクサ・シロンスカ（ポーランド語：Ryksa Śląska, 1136年/1140年頃 - 1185年6月16日）は、中世ポーランドの王女で、レオン・カスティーリャ王妃、プロヴァンス伯妃、エーファーシュタイン伯夫人。スペイン語名リキルダ・デ・ポロニア（Riquilda de Polonia）、ドイツ語名リヒェンツァ・ピアステン（Richenza Piasten）。
ポーランド大公を務めたシロンスク公ヴワディスワフ2世（亡命公）の長女、母はオーストリア辺境伯レオポルト3世の娘でローマ王コンラート3世の異父妹にあたるアグネス。

## 生涯

### カスティーリャ及びレオンの王妃
1146年、父ヴワディスワフ2世はポーランド君主の座を追われたため、リクサは両親や兄弟たちと共に亡命生活を送ることになった。一家はまずボヘミアに赴き、次いでローマ帝国（中世ドイツ）に移った。ローマ王コンラート3世は君主位を失った義弟のためにザクセンのアルテンブルクを所領として与えた。
1151年、レオンとカスティーリャの王アルフォンソ7世が、政略結婚を通じてローマ帝国と同盟関係を結ぶ意向を示しているという話が持ち上がった。コンラート3世の姪であるリクサは、イベリア半島の支配者の妃候補として最もふさわしい立場にいた。1152年の10月から12月の間に、リクサはアルフォンソ7世と結婚した。アルフォンソ7世にとっては、リクサは2番目の妻だった。カスティーリャではリクサはリキルダと呼ばれた。リクサにとって最初の子供であるフェルナンドは、1153年の暮れにトレドで生れた。その2年後の1155年、リクサは第2子である娘サンチャを出産した。1157年8月21日、アルフォンソ7世はシエラ・モレナでムーア人と戦っている最中に突然死した。リクサの息子フェルナンドも父の死の直前に亡くなっていた。

### プロヴァンス伯妃
亡きアルフォンソ7世は、最初の妃ベレンゲラ・デ・バルセロナの産んだ存命中の息子2人に自分の王国を分割して与えた。サンチョ3世はカスティーリャを、フェルナンド2世はレオンをそれぞれ相続した。リクサと2人の継息子との関係は良好とは言えなかった。特にサンチョ3世がリクサの娘サンチャの許嫁であるアルフォンソ2世（後のアラゴン王）の父、バルセロナ伯ラモン・バランゲー4世（ベレンゲラの兄弟）に宣戦して以降は、かなり悪化した。レオン王フェルナンド2世と、ローマ皇帝フリードリヒ1世（リクサの従兄）及び対立教皇ウィクトル4世との険悪な関係が、前王妃リクサの立場をさらに難しくした。1159年、リクサはついにアラゴン王国に亡命した。
リクサはアラゴン宮廷でバルセロナ伯の甥であるプロヴァンス伯レーモン・ベランジェ2世と出会った。2人はすぐに恋に落ちたが、2人の結婚自体は明白に政略的な目的から行われた。レーモン・ベランジェ2世はフランス王ルイ7世の支持を受ける教皇アレクサンデル3世に反対し、対立教皇ウィクトル4世を支援していた。またプロヴァンス伯の領国はフランスとイタリア半島の間に位置する戦略上きわめて重要な地域に当たっていた。皇帝フリードリヒ1世もまた、フランス、カスティーリャ、レオンの諸王と結びついていたバルセロナ伯ラモン・バランゲー4世を味方に引き入れようとしていた。他方、レーモン・ベランジェ2世はリクサとの結婚で皇帝の義理の従弟におさまれば、ローマ帝国領プロヴァンスを封土として獲得したボー伯ユーグとの抗争をより有利に進められるという目算があった。
結婚のための話し合いが1年半続いた後、1161年の1月から10月の間にリクサとレーモン・ベランジェ2世は結婚に踏み切った。伯爵夫妻は1162年頃に、一人娘ドゥースを授かった。しかしレーモン・ベランジェ2世は1166年、ボー伯家との戦争で、ニース包囲の最中に殺害された。
2番目の夫を亡くしてすぐに、リクサの次の結婚話が進みはじめた。1166年頃、リクサは従兄のローマ皇帝フリードリヒ1世の意向でトゥールーズ伯レーモン5世と婚約した。同時に、リクサの娘であるプロヴァンス女伯ドゥース2世も、レーモン5世の長男レーモン6世の許嫁となった。レーモン5世はこの縁組を通じて、ホーエンシュタウフェン朝との結びつきを深め、またプロヴァンス伯領に対する全面的な支配権を獲得しようと考えていた。しかしリクサの未来の娘婿であるアラゴン王アルフォンソ2世（サンチャの許嫁）の猛反対によって、この二重の縁組は破談となった。まもなく、アルフォンソ2世はジェノヴァ人の支援を受けてレーモン5世との戦いを始め、この戦争は8年間続いた。
一部の史料はリクサが実際にレーモン5世と結婚したと主張しているが、現代の多くの歴史家によってこれは事実でないと立証されている。

### エーファーシュタイン伯爵夫人
1167年頃に、リクサは3番目かつ最後の夫となるエーファーシュタイン伯アルブレヒト3世（1135年 - 1197年/1202年）と結婚し、新しい夫と一緒にドイツに戻ってきた。アルブレヒト3世は皇帝フリードリヒ1世に味方して教皇党と戦った人物だった。リクサは、ドイツではエーファーシュタイン伯爵夫人リヒェツァ（ドイツ語：Gräfin Richeza von Everstein）として知られている。3度目の結婚生活でリクサは2人の息子アルブレヒト4世（またはアルブレヒト3世）とコンラート1世（またはコンラート2世）の2人の息子を産んだことがわかっている。ただし、一部の史料ではさらにオットー1世、ルートヴィヒ1世、ヘルマン1世という3人の息子の母となったとされている。エーファーシュタイン伯爵夫人としてのリクサの動向は、ほとんど伝わっていない。リクサは1185年に死去した。